# Ignacy Szablowski
Ignacy Szablowski (ur. 7 sierpnia 1887 w Tarnowcu, zm. 1940 w ZSRR) – kapitan audytor Wojska Polskiego, ofiara zbrodni katyńskiej.

## Życiorys
Urodził się 7 sierpnia 1887 w Tarnowcu jako syn Tomasza. W czasie I wojny światowej walczył w szeregach c. k. Obrony Krajowej. Na stopień chorążego rezerwy został mianowany ze starszeństwem z 4 sierpnia 1914 roku. W 1917 roku jego oddziałem macierzystym był pułk strzelców nr 25.
Po odzyskaniu przez Polskę niepodległości został przyjęty do Wojska Polskiego i został przydzielony do Korpusu Sądowego.
Został awansowany do stopnia kapitana rezerwy w korpusie oficerów sądowych ze starszeństwem z dniem 1 czerwca 1919; w 1923 jako oficer zatrzymany w służbie czynnej był pracownikiem Wojskowego Sądu Rejonowego w Kowlu, a w 1924 sprawował stanowisko kierownika tego sądu. Później został zweryfikowany w stopniu kapitana w korpusie oficerów sądowych ze starszeństwem z dniem 1 lipca 1919. W 1932 był kierownikiem WSR w Kowlu. W 1938 był w stanie spoczynku.
Po wybuchu II wojny światowej i agresji ZSRR na Polskę z 17 września 1939 został aresztowany przez sowietów. W 1940 został zamordowany przez funkcjonariuszy NKWD. Jego nazwisko znalazło się na tzw. Ukraińskiej Liście Katyńskiej opublikowanej w 1994 (został wymieniony na liście wywózkowej 65/1-62 oznaczony numerem 3229, jego tożsamość została podana jako Ignacy Szabłowski). Ofiary tej części zbrodni katyńskiej zostały pochowane na otwartym w 2012 Polskim Cmentarzu Wojennym w Kijowie-Bykowni.

## Odznaczenie
- Złoty Krzyż Zasługi – 1938[8]